# Hammerhead (seriefigur)
Hammerhead är en fiktiv gangster som förekommer i Marvel Comics. Han skapades av Gerry Conway och John Romita, Sr. och dök upp för första gången i The Amazing Spider-Man #113 (oktober 1972).

## Bakgrund och egenskaper
Trots att Hammerheads verkliga namn är okänt har vissa delar av hans förflutna avslöjats. Hans familj invandrade från Ryssland till Italien när han var ett barn. På den tiden drömde Hammerhead om att bli en gangster. Han blev rekryterad till Maggia när en medlem såg honom mörda en barndomsmobbare och hans flickvän och började genast att klättra i hierarkin. Han fick genomgå en hel del prov och i ett av dem tvingades han att mörda sin far.
Hammerhead har inga övermänskliga krafter, men hans kranium är kirurgiskt förstärkt med adamantium som gör hans huvud platt på toppen. Denna metallplatta kan absorbera fysiska stötar som annars skulle spräcka mänskliga ben. Hammerhead är till det i fysiskt tillstånd jämförlig med en idrottare på olympisk nivå. Han är en fruktad slagskämpe vars mest farliga metod är att, med framåtböjt huvud, springa likt en tjur mot sin motståndare. Hammerhead använde en gång ett styrkehöjbart exoskelett som designades av  Tinkerer. Det påstås att Hammerhead har övermänsklig styrka. Det är antagligen sant om man sett TV-serierna. Han kan lyfta ungefär 800 kg(världens starkaste man kan lyfta 400 kg).

## I andra medier

### Television
- Hammerhead dyker upp i avsnittet "Wrath of the Sub-Mariner" i 1981 års TV-serie av Spindelmannen, där han slår sig samman med Kingpin, Caesar Cicero, Silvermane, samt Silvermanes hantlangare Man Mountain Marko. Till skillnad från övriga versioner är Hammerhead i denna en av brottskungarna istället för hantlangare. Det nämns att han har sitt brottsliga imperium i Mellanvästern.
- Hammerhead dyker även upp i 1994 års TV-serie av Spindelmannen, med engelsk röst av Nicky Blair och på svenska av Johan Wahlström. Han medverkar först i det tvådelade avsnittet "Insidious Six" där han jobbar som Silvermanes hantlangare. Han byter dock sida i avsnittet "Tablet of Time" och börjar istället att arbeta för Kingpin.
- Hammerhead dyker också upp i The Spectacular Spider-Man, med röst av John DiMaggio. Han är i denna version mer kompitent och slug än i föregående version. Han jobbar i denna för Tombstone och använder knogjärn som slagvapen.

### TV-spel
- Hammerhead dök upp i TV-spelet baserat på 1994 års TV-serie till Super Nintendo. Han syntes endast på svårighetsgraden "Hard" på byggplatsnivån.
- Hammerhead är en boss i spelet Spider-Man 2: Enter Electro till PlayStation, med röst av Dee Bradley Baker. I spelet är Hammerhead sällskap med Elektro, Sandman, Beetle och Shocker.
- Hammerhead visades kort som en skurk i Spider-Man: Mysterio är Menace till Game Boy Advance. Han hade hjälpt Mysterio få holografisk teknik tillsammans med Big Wheel, Elektro, Rhino och Scorpion.
- En Marvel Noir-version av Hammerhead dyker upp som boss i Spider-Man: Shattered Dimensions, med röst av John DiMaggio.